# Mistrzostwa Świata w Koszykówce Kobiet 2010
16. Mistrzostwa Świata w Koszykówce Kobiet – turniej, który odbył się w dniach 23 września-3 października 2010 w Czechach. W zawodach wystąpiło 16 drużyn, które uzyskają kwalifikacje podczas mistrzostw swoich kontynentów.
O organizacje mistrzostw ubiegały się również Australia, Francja i Łotwa.

## Kwalifikacje
| Turniej                                      | Data                   | Lokalizacja | Pozycja | Zespoły                                         |
| -------------------------------------------- | ---------------------- | ----------- | ------- | ----------------------------------------------- |
| Gospodarz                                    | -                      | –           | –       | Czechy                                          |
| Letnie Igrzyska Olimpijskie                  | 9-23 sierpnia 2008     | Pekin       | 1       | Stany Zjednoczone                               |
| Mistrzostwa Europy w Koszykówce Kobiet 2009  | 7-20 czerwca 2009      | Łotwa       | 5       | Francja · Rosja · Hiszpania · Białoruś · Grecja |
| Mistrzostwa Afryki w Koszykówce Kobiet 2009  | 9-18 października 2009 | Madagaskar  | 2       | Senegal · Mali                                  |
| Mistrzostwa Ameryki w Koszykówce Kobiet 2009 | 23-27 września 2009    | Brazylia    | 3       | Brazylia · Argentyna · Kanada                   |
| Mistrzostwa Azji w Koszykówce Kobiet 2009    | 17-24 września 2009    | Indie       | 3       | Korea Południowa · Chiny · Japonia              |
| Mistrzostwa Oceanii w Koszykówce Kobiet 2009 |                        |             | 1       | Australia                                       |

## Areny
Mistrzostwa odbywają się na trzech arenach.

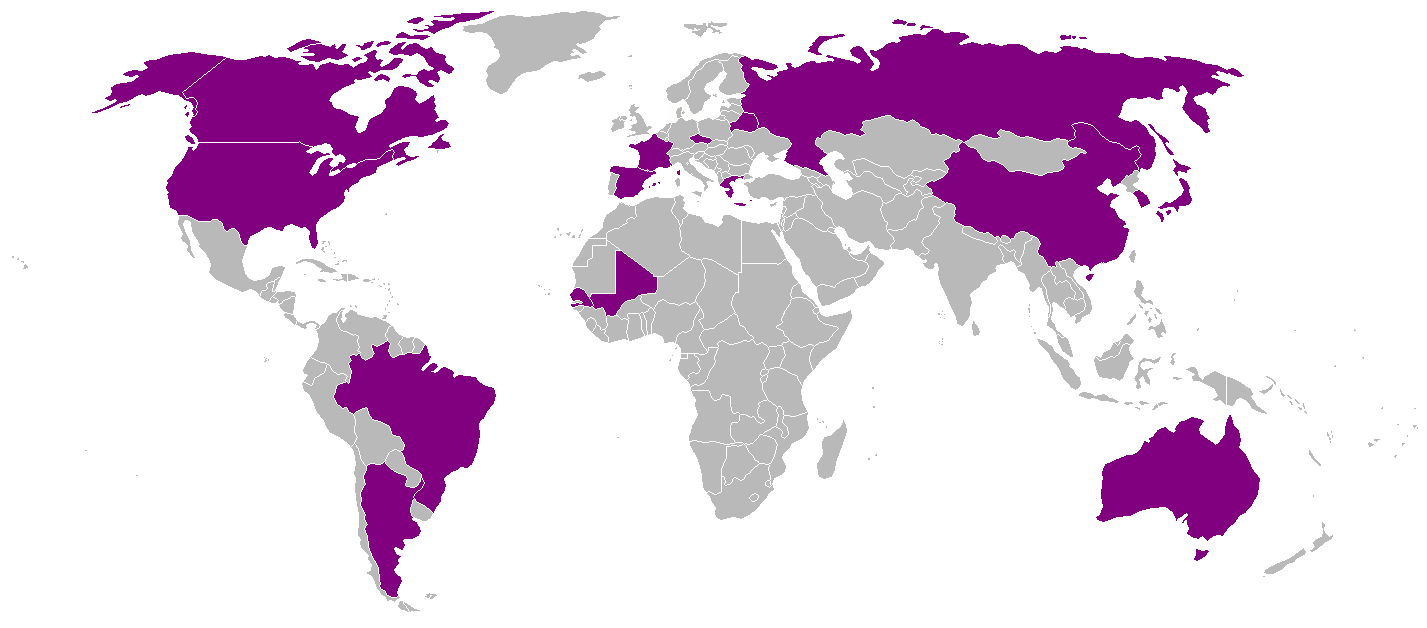
Państwa uczestniczące.

| Brno             | Ostrawa          | Karlowe Wary     |
| ---------------- | ---------------- | ---------------- |
| Hala Vodova      | ČEZ Aréna        | KV Arena         |
| Pojemność: 5,000 | Pojemność: 9,000 | Pojemność: 6,000 |
|                  |                  |                  |

## Państwa uczestniczące
| Grupa A | Kanada  | Białoruś         | Chiny             | Australia |
| Grupa B | Senegal | Grecja           | Stany Zjednoczone | Francja   |
| Grupa C | Mali    | Korea Południowa | Brazylia          | Hiszpania |
| Grupa D | Japonia | Czechy           | Argentyna         | Rosja     |

## Runda grupowa
| Legenda             |
| M = mecze rozegrane |
| Pkt = punkty        |
| W = mecze wygrane   |
| L = mecze przegrane |
| PZ = kosze zdobyte  |
| PS = kosze Stracone |
| +/- = różnica koszy |
| Awans               |
| Eliminacja          |

Czas podawany w CEST (UTC+2).

### Grupa A
| Zespół    | M | W | L | PZ  | PS  | +/- | Pkt |
| --------- | - | - | - | --- | --- | --- | --- |
| Australia | 3 | 3 | 0 | 246 | 174 | +72 | 6   |
| Białoruś  | 3 | 2 | 1 | 188 | 189 | −1  | 5   |
| Kanada    | 3 | 1 | 2 | 161 | 194 | −33 | 4   |
| Chiny     | 3 | 0 | 3 | 186 | 224 | −38 | 3   |

| 23 września 201013:00 | Białoruś                                              | 68:57(11:10, 20:17, 21:21, 16:9) | Chiny                                                                   | ČEZ Aréna, Ostrawa Widzów: 1,650 Sędzia: Vicente Bulto (ESP), Ivo Dolinek (CZE), Shoko Suguro (JPN) |
| 23 września 201013:00 | Pkt: Leuchanka 20 Zb: Verameyenka 14 Ast: Marchanka 4 | 68:57(11:10, 20:17, 21:21, 16:9) | Pkt: Miao Lijie, Liu Dan, Chen Nan 13 Zb: Chen Nan 11 Ast: Miao Lijie 5 | ČEZ Aréna, Ostrawa Widzów: 1,650 Sędzia: Vicente Bulto (ESP), Ivo Dolinek (CZE), Shoko Suguro (JPN) |

| 23 września 201015:15 | Kanada                                       | 68:57(12:20, 11:14, 15:18, 9:20) | Australia                                               | ČEZ Aréna, Ostrawa Widzów: 3,470 Sędzia: Aleksander Gorshkov (RUS), Robert Vyklicky (CZE), Gillian Lesli Ann Martindale (BAR) |
| 23 września 201015:15 | Pkt: Smith 11 Zb: Phillips 6 Ast: Phillips 2 | 68:57(12:20, 11:14, 15:18, 9:20) | Pkt: Harrower, Jackson 13 Zb: Jackson 7 Ast: Harrower 3 | ČEZ Aréna, Ostrawa Widzów: 3,470 Sędzia: Aleksander Gorshkov (RUS), Robert Vyklicky (CZE), Gillian Lesli Ann Martindale (BAR) |

| 24 września 201013:00 | Chiny                                | 61:65(23:18, 14:12, 13:22, 11:13) | Kanada                                   | ČEZ Aréna, Ostrawa Widzów: 1,020 Sędzia: Tomas Jasevicius (LTU), Elena Chernova (RUS), Robert Vyklicky (CZE) |
| 24 września 201013:00 | Pkt: Chen N. 22 Zb: Ma 7 Ast: Miao 4 | 61:65(23:18, 14:12, 13:22, 11:13) | Pkt: Smith 25 Zb: Murphy 8 Ast: Tatham 4 | ČEZ Aréna, Ostrawa Widzów: 1,020 Sędzia: Tomas Jasevicius (LTU), Elena Chernova (RUS), Robert Vyklicky (CZE) |

| 24 września 201015:15 | Australia                                         | 83:59(24:21, 18:11, 13:11, 28:16) | Białoruś                                                         | ČEZ Aréna, Ostrawa Widzów: 1,650 Sędzia: Fernando Jorge Sampeitro (ARG), Gabriel Chiel Baum Spalter (URU), Shoko Suguro (JPN) |
| 24 września 201015:15 | Pkt: Snell 17 Zb: Jackson 11 Ast: 3 zawodniczki 2 | 83:59(24:21, 18:11, 13:11, 28:16) | Pkt: Verameyenka 14 Zb: Verameyenka 6 Ast: Tarasawa, Marchanka 3 | ČEZ Aréna, Ostrawa Widzów: 1,650 Sędzia: Fernando Jorge Sampeitro (ARG), Gabriel Chiel Baum Spalter (URU), Shoko Suguro (JPN) |

| 25 września 201013:00 | Chiny                                   | 68:91(19:32, 17:19, 16:22, 16:18) | Australia                                       | ČEZ Aréna, Ostrawa Widzów: 4,640 Sędzia: Aleksander Gorshkov (RUS), Vicente Bulto (ESP), Diniz (BRA) |
| 25 września 201013:00 | Pkt: Miao 17 Zb: Zhang F. 5 Ast: Miao 2 | 68:91(19:32, 17:19, 16:22, 16:18) | Pkt: Taylor 16 Zb: Grima 8 Ast: 3 zawodniczki 4 | ČEZ Aréna, Ostrawa Widzów: 4,640 Sędzia: Aleksander Gorshkov (RUS), Vicente Bulto (ESP), Diniz (BRA) |

| 25 września 201018:00 | Kanada                                              | 49:61(16:20, 6:11, 11:15, 16:15) | Białoruś                                        | ČEZ Aréna, Ostrawa Widzów: 1,990 Sędzia: Ivo Dolinek (CZE), Fernando Jorge Sampietro (ARG), Gillian Lesli Ann Martindale (BAR) |
| 25 września 201018:00 | Pkt: Smith 11 Zb: Achonwa, Murphy 4 Ast: Gabriele 3 | 49:61(16:20, 6:11, 11:15, 16:15) | Pkt: Troina 16 Zb: Leuchanka 16 Ast: Tarasawa 5 | ČEZ Aréna, Ostrawa Widzów: 1,990 Sędzia: Ivo Dolinek (CZE), Fernando Jorge Sampietro (ARG), Gillian Lesli Ann Martindale (BAR) |

### Grupa B
| Zespół            | M | W | L | PZ  | PS  | +/-  | Pkt |
| ----------------- | - | - | - | --- | --- | ---- | --- |
| Stany Zjednoczone | 3 | 3 | 0 | 288 | 185 | +103 | 6   |
| Francja           | 3 | 2 | 1 | 212 | 181 | +31  | 5   |
| Grecja            | 3 | 1 | 2 | 211 | 236 | −25  | 4   |
| Senegal           | 3 | 0 | 3 | 165 | 274 | −99  | 3   |

| 23 września 201018:00 | Grecja                                                     | 73:99(19:32, 17:20, 15:15, 23:32) | Stany Zjednoczone                                  | ČEZ Aréna, Ostrawa Widzów: 3,120 Sędzia: Elena Chernova (RUS), Fernando Jorge Sampietro (ARG), Robert Paulik (CZE) |
| 23 września 201018:00 | Pkt: Maltsi 29 Zb: Kaltsidou 7 Ast: Kalentzou, Kaltsidou 5 | 73:99(19:32, 17:20, 15:15, 23:32) | Pkt: McCoughtry, Cash 16 Zb: Charles 9 Ast: Bird 6 | ČEZ Aréna, Ostrawa Widzów: 3,120 Sędzia: Elena Chernova (RUS), Fernando Jorge Sampietro (ARG), Robert Paulik (CZE) |

| 23 września 201020:15 | Senegal                         | 45:83(13:22, 2:22, 16:11, 13:28) | Francja                                                 | ČEZ Aréna, Ostrawa Widzów: 1,650 Sędzia: Gabriel Chiel Baum Spalter (URU), Karla Diniz (BRA), Tomas Jasevicius(LTU) |
| 23 września 201020:15 | Pkt: Traore 10 Zb: Diop 11 Ast: | 45:83(13:22, 2:22, 16:11, 13:28) | Pkt: Beikes, Dumerc 12 Zb: Miyem, Amant 6 Ast: Dumerc 6 | ČEZ Aréna, Ostrawa Widzów: 1,650 Sędzia: Gabriel Chiel Baum Spalter (URU), Karla Diniz (BRA), Tomas Jasevicius(LTU) |

| 24 września 201018:00 | Stany Zjednoczone                              | 108:52(30:11, 28:14, 28:11, 22:16) | Senegal                                        | ČEZ Aréna, Ostrawa Widzów: 1,450 Sędzia: Aleksander Gorshkov (RUS), Gillian Lesli Ann Martindale (BAR), Moussa Ismaila Toure (MLI) |
| 24 września 201018:00 | Pkt: Moore 15 Zb: 5 zawodniczek 5 Ast: Moore 5 | 108:52(30:11, 28:14, 28:11, 22:16) | Pkt: Dieng 10 Zb: Traore, Diop 4 Ast: Diatta 5 | ČEZ Aréna, Ostrawa Widzów: 1,450 Sędzia: Aleksander Gorshkov (RUS), Gillian Lesli Ann Martindale (BAR), Moussa Ismaila Toure (MLI) |

| 24 września 201020:15 | Francja                                    | 69:55(20:12, 20:11, 11:17, 18:15) | Grecja                                                                        | ČEZ Aréna, Ostrawa Widzów: 1,920 Sędzia: Ivo Dolinek (CZE), Vicente Bulto (ESP), Karla Diniz (BRA) |
| 24 września 201020:15 | Pkt: Miyem 19 Zb: Ndongue 10 Ast: Dumerc 4 | 69:55(20:12, 20:11, 11:17, 18:15) | Pkt: Chatzinikolaou, Kaltsidou 12 Zb: Papamichail 9 Ast: Kalentzou, Lymoura 2 | ČEZ Aréna, Ostrawa Widzów: 1,920 Sędzia: Ivo Dolinek (CZE), Vicente Bulto (ESP), Karla Diniz (BRA) |

| 25 września 201015:15 | Stany Zjednoczone                          | 81:60(13:10, 23:19, 25:19, 20:12) | Francja                                                | ČEZ Aréna, Ostrawa Widzów: 4,710 Sędzia: Elena Chernova (RUS), Robert Vyklicky (CZE), Moussa Ismaila Toure (MLI) |
| 25 września 201015:15 | Pkt: Taurasi 15 Zb: Moore 8 Ast: Charles 3 | 81:60(13:10, 23:19, 25:19, 20:12) | Pkt: Miyem 15 Zb: Miyem, Beikes 4 Ast: Lardy, Dumerc 2 | ČEZ Aréna, Ostrawa Widzów: 4,710 Sędzia: Elena Chernova (RUS), Robert Vyklicky (CZE), Moussa Ismaila Toure (MLI) |

| 25 września 201020:15 | Senegal                                 | 68:83(13:22, 16:18, 18:19, 21:24) | Grecja                                            | ČEZ Aréna, Ostrawa Widzów: 1,015 Sędzia: Tomas Jasevicius (LTU), Shoko Suguro (JPN), Gabriel Chiel Baum Spalter (URU) |
| 25 września 201020:15 | Pkt: Traoré 14 Zb: Diop 11 Ast: Gueye 2 | 68:83(13:22, 16:18, 18:19, 21:24) | Pkt: Maltsi 31 Zb: Papamichail 7 Ast: Kalentzou 4 | ČEZ Aréna, Ostrawa Widzów: 1,015 Sędzia: Tomas Jasevicius (LTU), Shoko Suguro (JPN), Gabriel Chiel Baum Spalter (URU) |

### Grupa C
| Zespół           | M | W | L | PZ  | PS  | +/- | Pkt |
| ---------------- | - | - | - | --- | --- | --- | --- |
| Hiszpania        | 3 | 3 | 0 | 233 | 162 | +71 | 6   |
| Korea Południowa | 3 | 2 | 1 | 198 | 210 | −12 | 5   |
| Brazylia         | 3 | 1 | 2 | 197 | 203 | −6  | 4   |
| Mali             | 3 | 0 | 3 | 175 | 228 | −53 | 3   |

| 23 września 201015:15 | Korea Południowa                                             | 61:60(21:19, 12:10, 15:22, 13:9) | Brazylia                                                | Arena Vodova, Brno Widzów: 2,300 Sędzia: Roberto Chiari (ITA), Grzegorz Ziemblicki (POL), Timothy Andrew Frederick Brown (NZL) |
| 23 września 201015:15 | Pkt: Kwe Ryong Kim 14 Zb: Sunmin Jung 8 Ast: Jung Eun Park 7 | 61:60(21:19, 12:10, 15:22, 13:9) | Pkt: de Souza 15 Zb: de Souza 12 Ast: Pinto, de Souza 4 | Arena Vodova, Brno Widzów: 2,300 Sędzia: Roberto Chiari (ITA), Grzegorz Ziemblicki (POL), Timothy Andrew Frederick Brown (NZL) |

| 23 września 201020:15 | Mali                                            | 36:80(7:15, 6:26, 10:24, 13:15) | Hiszpania                                       | Arena Vodova, Brno Widzów: 1,685 Sędzia: Roberto Vasquez (PUR), Felicia Andrea Grinter (USA), Charles Foster (RSA) |
| 23 września 201020:15 | Pkt: Sissoko 12 Zb: Coulibaly 6 Ast: Maïga-Ba 3 | 36:80(7:15, 6:26, 10:24, 13:15) | Pkt: Valdemoro 18 Zb: Lyttle 7 Ast: Montañana 5 | Arena Vodova, Brno Widzów: 1,685 Sędzia: Roberto Vasquez (PUR), Felicia Andrea Grinter (USA), Charles Foster (RSA) |

| 24 września 201015:15 | Hiszpania                                     | 84:69(23:23, 13:7, 21:18, 27:21) | Korea Południowa                         | Arena Vodova, Brno Widzów: 1,730 Sędzia: Spyridon Gontas (GRE), Dawna Townsend (CAN), Charles Foster (RSA) |
| 24 września 201015:15 | Pkt: Lyttle 28 Zb: Lyttle 15 Ast: Valdemoro 5 | 84:69(23:23, 13:7, 21:18, 27:21) | Pkt: Beon 23 Zb: Beon 7 Ast: Jung S.M. 5 | Arena Vodova, Brno Widzów: 1,730 Sędzia: Spyridon Gontas (GRE), Dawna Townsend (CAN), Charles Foster (RSA) |

| 24 września 201020:15 | Brazylia                                | 80:73 | Mali                                             | Arena Vodova, Brno Widzów: 2,380 Sędzia: Nicolas Maestre (FRA), Bing Liang (CHN), Snehal Bendke (IND) |
| 24 września 201020:15 | Pkt: Luz 20 Zb: de Souza 6 Ast: Pinto 7 | 80:73 | Pkt: Diawara 15 Zb: Coulibaly 15 Ast: Maïga-Ba 4 | Arena Vodova, Brno Widzów: 2,380 Sędzia: Nicolas Maestre (FRA), Bing Liang (CHN), Snehal Bendke (IND) |

| 25 września 201015:15 | Mali                                                        | 66:68(9:26, 21:11, 14:13, 18:12, dogr. 4:6) | Korea Południowa                          | Arena Vodova, Brno Widzów: 1,435 Sędzia: Roberto Chiari (ITA), Timothy Andrew Frederick Brown (NZL), Bing Liang (CHN) |
| 25 września 201015:15 | Pkt: Maïga-Ba, Coulibaly 16 Zb: Coulibaly 12 Ast: Diawara 3 | 66:68(9:26, 21:11, 14:13, 18:12, dogr. 4:6) | Pkt: Beon 21 Zb: Jung S.M. 11 Ast: Beon 6 | Arena Vodova, Brno Widzów: 1,435 Sędzia: Roberto Chiari (ITA), Timothy Andrew Frederick Brown (NZL), Bing Liang (CHN) |

| 25 września 201018:00 | Brazylia                                               | 57:69(15:15, 8:22, 15:23, 19:9) | Hiszpania                                    | Arena Vodova, Brno Widzów: 2,840 Sędzia: Nicolas Maestre (FRA), Roberto Vasquez (PUR), Vaughan Charles Mayberry (AUS) |
| 25 września 201018:00 | Pkt: de Souza 14 Zb: de Souza 13 Ast: Pinto, Gustavo 3 | 57:69(15:15, 8:22, 15:23, 19:9) | Pkt: Valdemoro 17 Zb: Lyttle 8 Ast: Lyttle 5 | Arena Vodova, Brno Widzów: 2,840 Sędzia: Nicolas Maestre (FRA), Roberto Vasquez (PUR), Vaughan Charles Mayberry (AUS) |

### Grupa D
| Zespół    | M | W | L | PZ  | PS  | +/- | Pkt |
| --------- | - | - | - | --- | --- | --- | --- |
| Rosja     | 3 | 3 | 0 | 218 | 174 | +44 | 6   |
| Czechy    | 3 | 2 | 1 | 185 | 168 | +17 | 5   |
| Japonia   | 3 | 1 | 2 | 182 | 210 | −28 | 4   |
| Argentyna | 3 | 0 | 3 | 170 | 203 | −33 | 3   |

| 23 września 201013:00 | Japonia                                  | 63:86(14:21, 24:22, 15:27, 10:16) | Rosja                                               | Arena Vodova, Brno Widzów: 2,158 Sędzia: Vaughan Charles Mayberry (AUS), Nicolas Maestre (FRA), Snehal Bendke (IND) |
| 23 września 201013:00 | Pkt: Oga 23 Zb: Yoshida 7 Ast: Yoshida 7 | 63:86(14:21, 24:22, 15:27, 10:16) | Pkt: Osipova 18 Zb: Vidmer 10 Ast: Hammon, Vidmer 4 | Arena Vodova, Brno Widzów: 2,158 Sędzia: Vaughan Charles Mayberry (AUS), Nicolas Maestre (FRA), Snehal Bendke (IND) |

| 23 września 201018:00 | Czechy                                                    | 67:53(20:12, 13:13, 15:6, 19:22) | Argentyna                                        | Arena Vodova, Brno Widzów: 2,950 Sędzia: Spyridon Gontas (GRE), Dawna Townsend (CAN), Bing Liang (CHN) |
| 23 września 201018:00 | Pkt: Vítečková 16 Zb: Veselá 14 Ast: Horáková, Elhotová 3 | 67:53(20:12, 13:13, 15:6, 19:22) | Pkt: Reggiardo 9 Zb: Fernández 7 Ast: González 5 | Arena Vodova, Brno Widzów: 2,950 Sędzia: Spyridon Gontas (GRE), Dawna Townsend (CAN), Bing Liang (CHN) |

| 24 września 201013:00 | Argentyna                                             | 58:59(18:17, 13:17, 11:14, 16:11) | Japonia                                  | Arena Vodova, Brno Widzów: 1,412 Sędzia: Felicia Andrea Grinter (USA), Vaughan Charles Mayberry (AUS), Timothy Andrew Frederick Brown (NZL) |
| 24 września 201013:00 | Pkt: Sánchez 16 Zb: Fernández 9 Ast: Cava, Paoletta 2 | 58:59(18:17, 13:17, 11:14, 16:11) | Pkt: Oga 21 Zb: Yoshida 14 Ast: Mitani 5 | Arena Vodova, Brno Widzów: 1,412 Sędzia: Felicia Andrea Grinter (USA), Vaughan Charles Mayberry (AUS), Timothy Andrew Frederick Brown (NZL) |

| 24 września 201018:00 | Rosja                                                    | 55:52(12:9, 21:13, 9:14, 13:16) | Czechy                                                   | Arena Vodova, Brno Widzów: 3,200 Sędzia: Roberto Chiari (ITA), Roberto Vasquez (PUR), Grzegorz Ziemblicki (POL) |
| 24 września 201018:00 | Pkt: Hammon 13 Zb: Stepanova 13 Ast: Arteshina, Kuzina 2 | 55:52(12:9, 21:13, 9:14, 13:16) | Pkt: Horáková 21 Zb: Veselá, Kulichová 6 Ast: Horáková 4 | Arena Vodova, Brno Widzów: 3,200 Sędzia: Roberto Chiari (ITA), Roberto Vasquez (PUR), Grzegorz Ziemblicki (POL) |

| 25 września 201013:00 | Argentyna                                  | 59:77(12:23, 22:21, 9:17, 16:16) | Rosja                                              | Arena Vodova, Brno Widzów: 1,210 Sędzia: Dawna Townsend (CAN), Grzegorz Ziemblicki (POL), Snehal Bendke (IND) |
| 25 września 201013:00 | Pkt: Chesta 11 Zb: Pavón 8 Ast: Paoletta 2 | 59:77(12:23, 22:21, 9:17, 16:16) | Pkt: Osipova 20 Zb: Vidmer 12 Ast: 3 zawodniczki 3 | Arena Vodova, Brno Widzów: 1,210 Sędzia: Dawna Townsend (CAN), Grzegorz Ziemblicki (POL), Snehal Bendke (IND) |

| 25 września 201020:15 | Japonia                              | 60:66(19:22, 11:16, 16:15, 14:13) | Czechy                                                     | Arena Vodova, Brno Widzów: 3,100 Sędzia: Spyridon Gontas (GRE), Felicia Andrea Grinter (USA), Charles Foster (RSA) |
| 25 września 201020:15 | Pkt: Oga 22 Zb: Oga 6 Ast: Yoshida 3 | 60:66(19:22, 11:16, 16:15, 14:13) | Pkt: Burgrová 14 Zb: Bortelová, Burgrová 8 Ast: Horáková 3 | Arena Vodova, Brno Widzów: 3,100 Sędzia: Spyridon Gontas (GRE), Felicia Andrea Grinter (USA), Charles Foster (RSA) |

## Runda eliminacyjna

### Grupa E
| Zespół            | M | W | L | PZ  | PS  | +/-  | Pkt |
| ----------------- | - | - | - | --- | --- | ---- | --- |
| Stany Zjednoczone | 6 | 6 | 0 | 565 | 367 | +198 | 12  |
| Australia         | 6 | 5 | 1 | 476 | 363 | +113 | 11  |
| Francja           | 6 | 4 | 2 | 371 | 338 | +33  | 10  |
| Białoruś          | 6 | 3 | 3 | 371 | 424 | −53  | 9   |
| Grecja            | 6 | 2 | 4 | 392 | 455 | −63  | 8   |
| Kanada            | 6 | 1 | 5 | 306 | 387 | −81  | 7   |

| 27 września 201015:30 | Grecja                                                                    | 54:93(15:27, 9:29, 13:16, 17:21) | Australia                                               | ČEZ Aréna, Ostrawa Widzów: 1,915 Sędzia: Elena Chernova (RUS), Tomas Jasevicius (LTU), Fernando Jorge Sampietro (ARG) |
| 27 września 201015:30 | Pkt: Dimitrakou, Kaltsidou 10 Zb: Papamichail 5 Ast: Kalentzou, Lymoura 2 | 54:93(15:27, 9:29, 13:16, 17:21) | Pkt: Cambage, Jackson 20 Zb: Jackson 12 Ast: Phillips 6 | ČEZ Aréna, Ostrawa Widzów: 1,915 Sędzia: Elena Chernova (RUS), Tomas Jasevicius (LTU), Fernando Jorge Sampietro (ARG) |

| 27 września 201018:00 | Francja                                  | 58:48(14:8, 11:12, 11:17, 22:11) | Białoruś                                                | ČEZ Aréna, Ostrawa Widzów: 3,050 Sędzia: Vicente Bulto (ESP), Robert Vyklicky (CZE), Gillian Lesli Ann Martindale (BAR) |
| 27 września 201018:00 | Pkt: Miyem 14 Zb: Lepron 7 Ast: Dumerc 5 | 58:48(14:8, 11:12, 11:17, 22:11) | Pkt: Leuchanka 17 Zb: Leuchanka 14 Ast: 5 zawodniczek 2 | ČEZ Aréna, Ostrawa Widzów: 3,050 Sędzia: Vicente Bulto (ESP), Robert Vyklicky (CZE), Gillian Lesli Ann Martindale (BAR) |

| 27 września 201020:15 | Stany Zjednoczone                        | 87:46(19:14, 28:11, 19:13, 21:8) | Kanada                                                  | ČEZ Aréna, Ostrawa Widzów: 2,620 Sędzia: Ivo Dolinek (CZE), Shoko Suguro (JPN), Karla Diniz (BRA) |
| 27 września 201020:15 | Pkt: Whalen 16 Zb: Dupree 7 Ast: Moore 4 | 87:46(19:14, 28:11, 19:13, 21:8) | Pkt: Smith, Bekkering 8 Zb: Aubry, Smith 5 Ast: Aubry 3 | ČEZ Aréna, Ostrawa Widzów: 2,620 Sędzia: Ivo Dolinek (CZE), Shoko Suguro (JPN), Karla Diniz (BRA) |

| 28 września 201015:30 | Kanada                                                   | 52:57(7:12, 13:16, 17:16, 15:13) | Grecja                                                            | ČEZ Aréna, Ostrawa Widzów: 2,080 Sędzia: Vicente Bulto (ESP), Fernando Jorge Sampietro (ARG), Shoko Suguro (JPN) |
| 28 września 201015:30 | Pkt: Smith 10 Zb: Tatham, Smith 8 Ast: Phillips, Smith 2 | 52:57(7:12, 13:16, 17:16, 15:13) | Pkt: Papamichail 12 Zb: Papamichail 7 Ast: Kalentzou, Kaltsidou 5 | ČEZ Aréna, Ostrawa Widzów: 2,080 Sędzia: Vicente Bulto (ESP), Fernando Jorge Sampietro (ARG), Shoko Suguro (JPN) |

| 28 września 201018:00 | Australia                                   | 62:52(15:10, 19:15, 14:19, 14:8) | Francja                                   | ČEZ Aréna, Ostrawa Widzów: 3,140 Sędzia: Ivo Dolinek (CZE), Elena Chernova (RUS), Gillian Lesli Ann Martindale (BAR |
| 28 września 201018:00 | Pkt: Jackson 19 Zb: Jackson 10 Ast: O’Hea 5 | 62:52(15:10, 19:15, 14:19, 14:8) | Pkt: Dumerc 9 Zb: Ndongue 7 Ast: Dumerc 4 | ČEZ Aréna, Ostrawa Widzów: 3,140 Sędzia: Ivo Dolinek (CZE), Elena Chernova (RUS), Gillian Lesli Ann Martindale (BAR |

| 28 września 201020:15 | Białoruś                                            | 61:107(11:37, 17:21, 16:27, 17:22) | Stany Zjednoczone                                        | ČEZ Aréna, Ostrawa Widzów: 3,140 Sędzia: Robert Vycklicky (CZE), Tomas Jasevicius (LTU), Karla Diniz (BRA) |
| 28 września 201020:15 | Pkt: Kress 10 Zb: Durieka, Kress 3 Ast: Trafimava 3 | 61:107(11:37, 17:21, 16:27, 17:22) | Pkt: Folwes 15 Zb: Dupree, Fowles 6 Ast: 3 zawodniczki 4 | ČEZ Aréna, Ostrawa Widzów: 3,140 Sędzia: Robert Vycklicky (CZE), Tomas Jasevicius (LTU), Karla Diniz (BRA) |

| 29 września 201015:30 | Grecja                                       | 70:74(18:20, 20:20, 11:14, 21:20) | Białoruś                                            | ČEZ Aréna, Ostrawa Widzów: 1,860 Sędzia: Vicente Bulto (ESP), Ivo Dolinek (CZE), Gillian Lesli Ann Martindale (BAR) |
| 29 września 201015:30 | Pkt: Kaltsidou 29 Zb: Maltsi 5 Ast: Maltsi 1 | 70:74(18:20, 20:20, 11:14, 21:20) | Pkt: Leuchanka 24 Zb: Leuchanka 11 Ast: Marchanka 5 | ČEZ Aréna, Ostrawa Widzów: 1,860 Sędzia: Vicente Bulto (ESP), Ivo Dolinek (CZE), Gillian Lesli Ann Martindale (BAR) |

| 29 września 201018:00 | Francja                                         | 49:47(12:16, 15:9, 6:3, 16:19) | Kanada                                               | ČEZ Aréna, Ostrawa Widzów: 4,080 Sędzia: Robert Vyklicky (CZE), Shoko Suguro (JPN), Karla Diniz (BRA) |
| 29 września 201018:00 | Pkt: Lardy, Miyem 9 Zb: Digbeu 5 Ast: Laborde 2 | 49:47(12:16, 15:9, 6:3, 16:19) | Pkt: Smith, Achonwa 12 Zb: Achonwa 8 Ast: Gabriele 5 | ČEZ Aréna, Ostrawa Widzów: 4,080 Sędzia: Robert Vyklicky (CZE), Shoko Suguro (JPN), Karla Diniz (BRA) |

| 29 września 201020:15 | Stany Zjednoczone                           | 83:75(29:18, 22:15, 21:24, 11:18) | Australia                                     | ČEZ Aréna, Ostrawa Widzów: 6,340 Sędzia: Fernando Jorge Sampietro (ARG), Tomas Jasevicius (LTU), Elena Chernova (RUS) |
| 29 września 201020:15 | Pkt: Taurasi 24 Zb: Fowles 6 Ast: Taurasi 3 | 83:75(29:18, 22:15, 21:24, 11:18) | Pkt: Cambage 18 Zb: Cambage 7 Ast: Harrower 7 | ČEZ Aréna, Ostrawa Widzów: 6,340 Sędzia: Fernando Jorge Sampietro (ARG), Tomas Jasevicius (LTU), Elena Chernova (RUS) |

### Grupa F
| Zespół           | M | W | L | PZ  | PS  | +/-  | Pkt |
| ---------------- | - | - | - | --- | --- | ---- | --- |
| Rosja            | 6 | 6 | 0 | 451 | 341 | +110 | 12  |
| Hiszpania        | 6 | 5 | 1 | 463 | 354 | +109 | 11  |
| Czechy           | 6 | 4 | 2 | 422 | 380 | +42  | 10  |
| Korea Południowa | 6 | 3 | 3 | 376 | 451 | −75  | 9   |
| Brazylia         | 6 | 2 | 4 | 360 | 378 | −18  | 8   |
| Japonia          | 6 | 1 | 5 | 396 | 454 | −58  | 7   |

| 27 września 201015:30 | Japonia                                     | 59:86(12:28, 15:22, 20:13, 12:23) | Hiszpania                                         | Arena Vodova, Brno Widzów: 1,570 Sędzia: Roberto Chiari (ITA), Grzegorz Ziemblicki (POL), Bing Liang (CHN) |
| 27 września 201015:30 | Pkt: Mitani 16 Zb: Mitani 6 Ast: Ishikawa 5 | 59:86(12:28, 15:22, 20:13, 12:23) | Pkt: Lyttle 29 Zb: Lyttle 11 Ast: 4 zawodniczki 3 | Arena Vodova, Brno Widzów: 1,570 Sędzia: Roberto Chiari (ITA), Grzegorz Ziemblicki (POL), Bing Liang (CHN) |

| 27 września 201018:00 | Czechy                                                   | 96:65(28:16, 21:17, 22:15, 25:17) | Korea Południowa                                | Arena Vodova, Brno Widzów: 2,970 Sędzia: Vaughan Charles Mayberry (AUS), Roberto Vazquez (PUR), Nicolas Maestre (FRA) |
| 27 września 201018:00 | Pkt: Vítečková 27 Zb: Horáková 7 Ast: Elhotová, Veselá 4 | 96:65(28:16, 21:17, 22:15, 25:17) | Pkt: Beon 17 Zb: Kim B. 5 Ast: Kim J., Kim K. 3 | Arena Vodova, Brno Widzów: 2,970 Sędzia: Vaughan Charles Mayberry (AUS), Roberto Vazquez (PUR), Nicolas Maestre (FRA) |

| 27 września 201020:15 | Rosja                                                     | 76:53(20:13, 22:14, 17:13, 17:13) | Brazylia                                                     | Arena Vodova, Brno Widzów: 2,410 Sędzia: Spyridon Gontas (GRE), Felicia Andrea Grinter (USA), Dawna Townsend (CAN) |
| 27 września 201020:15 | Pkt: Korstin, Arteshina 11 Zb: Arteshina 8 Ast: Osipova 4 | 76:53(20:13, 22:14, 17:13, 17:13) | Pkt: Pinto, de Souza 11 Zb: de Souza 14 Ast: 4 zawodniczki 1 | Arena Vodova, Brno Widzów: 2,410 Sędzia: Spyridon Gontas (GRE), Felicia Andrea Grinter (USA), Dawna Townsend (CAN) |

| 28 września 201015:30 | Brazylia                                               | 93:91(24:24, 16:24, 21:14, 17:16, dogr. 15:13) | Japonia                               | Arena Vodova, Brno Widzów: 1,620 Sędzia: Roberto Vazquez (PUR), Grzegorz Ziemblicki (POL), Vaughan Charles Mayberry (AUS) |
| 28 września 201015:30 | Pkt: de Souza 32 Zb: de Souza 18 Ast: Gustavo, Pinto 3 | 93:91(24:24, 16:24, 21:14, 17:16, dogr. 15:13) | Pkt: Oga 23 Zb: Yoshida 12 Ast: Oga 6 | Arena Vodova, Brno Widzów: 1,620 Sędzia: Roberto Vazquez (PUR), Grzegorz Ziemblicki (POL), Vaughan Charles Mayberry (AUS) |

| 28 września 201018:00 | Hiszpania                                        | 77:57(13:18, 24:14, 23:21, 17:4) | Czechy                                                 | Arena Vodova, Brno Widzów: 3,200 Sędzia: Roberto Chiari (ITA), Dawna Townsend (CAN), Felicia Andrea Grinter (USA) |
| 28 września 201018:00 | Pkt: Valdemoro 25 Zb: Lyttle 19 Ast: Valdemoro 4 | 77:57(13:18, 24:14, 23:21, 17:4) | Pkt: Vítečková 16 Zb: Horáková, Veselá 8 Ast: Horáková | Arena Vodova, Brno Widzów: 3,200 Sędzia: Roberto Chiari (ITA), Dawna Townsend (CAN), Felicia Andrea Grinter (USA) |

| 28 września 201020:15 | Korea Południowa                           | 48:81(16:16, 12:13, 10:25, 10:27) | Rosja                                          | Arena Vodova, Brno Widzów: 2,280 Sędzia: Spyridon Gontas (GRE), Nicolas Maestre (FRA), Bing Liang (CHN) |
| 28 września 201020:15 | Pkt: Sin 14 Zb: Beon 5 Ast: Beon, Kim K. 3 | 48:81(16:16, 12:13, 10:25, 10:27) | Pkt: Stepanova 14 Zb: Osipova 11 Ast: Vidmer 6 | Arena Vodova, Brno Widzów: 2,280 Sędzia: Spyridon Gontas (GRE), Nicolas Maestre (FRA), Bing Liang (CHN) |

| 29 września 201015:30 | Japonia                                  | 64:65(15:21, 13:12, 18:17, 18:15) | Korea Południowa                    | Arena Vodova, Brno Widzów: 1,430 Sędzia: Dawna Townsend (CAN), Grzegorz Ziemblicki (POL), Roberto Vazquez (PUR) |
| 29 września 201015:30 | Pkt: Oga 17 Zb: Yoshida 9 Ast: Yoshida 7 | 64:65(15:21, 13:12, 18:17, 18:15) | Pkt: Jung 21 Zb: Beon 7 Ast: Jung 6 | Arena Vodova, Brno Widzów: 1,430 Sędzia: Dawna Townsend (CAN), Grzegorz Ziemblicki (POL), Roberto Vazquez (PUR) |

| 29 września 201018:00 | Czechy                                                    | 84:70(17:20, 17:16, 26:19, 24:15) | Brazylia                                         | Arena Vodova, Brno Widzów: 3,140 Sędzia: Felicia Andrea Grienter (USA), Vaughan Charles Mayberry (AUS), Bing Liang (CHN) |
| 29 września 201018:00 | Pkt: Vítečková 24 Zb: Veselá, Vítečková 8 Ast: Horáková 6 | 84:70(17:20, 17:16, 26:19, 24:15) | Pkt: Castro Marques 27 Zb: de Souza 7 Ast: Luz 5 | Arena Vodova, Brno Widzów: 3,140 Sędzia: Felicia Andrea Grienter (USA), Vaughan Charles Mayberry (AUS), Bing Liang (CHN) |

| 29 września 201020:15 | Rosja                                                         | 76:67(20:25, 16:12, 18:18, 22:12) | Hiszpania                                        | Arena Vodova, Brno Widzów: 2,540 Sędzia: Roberto Chiari (ITA), Nicolas Maestre (FRA), Spyridon Gontas (GRE) |
| 29 września 201020:15 | Pkt: Hammon 27 Zb: Stepanova 9 Ast: Arteshina, Danilochkina 2 | 76:67(20:25, 16:12, 18:18, 22:12) | Pkt: Valdemoro 21 Zb: Lyttle 12 Ast: Montañana 4 | Arena Vodova, Brno Widzów: 2,540 Sędzia: Roberto Chiari (ITA), Nicolas Maestre (FRA), Spyridon Gontas (GRE) |

## Faza pucharowa

### Faza mistrzowska
|  |                               |                   |                               |                               |    |                   |                               |                               |                               |                               |                   |       |       |
|  | Ćwierćfinały                  | Ćwierćfinały      | Ćwierćfinały                  |                               |    | Półfinały         | Półfinały                     | Półfinały                     |                               |                               | Finał             | Finał | Finał |
|  | Ćwierćfinały                  | Ćwierćfinały      | Ćwierćfinały                  |                               |    | Półfinały         | Półfinały                     | Półfinały                     |                               |                               | Finał             | Finał | Finał |
|  | 1 października – Karlowe Wary |                   |                               |                               |    |                   |                               |                               |                               |                               |                   |       |       |
|  |                               |                   |                               |                               |    |                   |                               |                               |                               |                               |                   |       |       |
|  | Stany Zjednoczone             | Stany Zjednoczone | 106                           |                               |    |                   |                               |                               |                               |                               |                   |       |       |
|  | Stany Zjednoczone             | Stany Zjednoczone | 106                           | 2 października – Karlowe Wary |    |                   |                               |                               |                               |                               |                   |       |       |
|  | Korea Południowa              | Korea Południowa  | 44                            |                               |    |                   |                               |                               |                               |                               |                   |       |       |
|  | Korea Południowa              | Korea Południowa  | 44                            |                               |    | Stany Zjednoczone | Stany Zjednoczone             | 106                           |                               |                               |                   |       |       |
|  | 1 października – Karlowe Wary |                   |                               |                               |    | Stany Zjednoczone | Stany Zjednoczone             | 106                           |                               |                               |                   |       |       |
|  |                               |                   | Hiszpania                     | Hiszpania                     | 70 |                   |                               |                               |                               |                               |                   |       |       |
|  | Francja                       | Francja           | Hiszpania                     | Hiszpania                     | 70 | 71                |                               |                               |                               |                               |                   |       |       |
|  | Francja                       | Francja           |                               |                               |    | 71                | 3 października – Karlowe Wary |                               |                               |                               |                   |       |       |
|  | Hiszpania (DOG.)              | Hiszpania (DOG.)  | 74                            |                               |    |                   |                               |                               |                               |                               |                   |       |       |
|  | Hiszpania (DOG.)              | Hiszpania (DOG.)  | 74                            |                               |    | Stany Zjednoczone | Stany Zjednoczone             | 89                            |                               |                               |                   |       |       |
|  | 1 października – Karlowe Wary |                   |                               |                               |    | Stany Zjednoczone | Stany Zjednoczone             | 89                            |                               |                               |                   |       |       |
|  |                               |                   | Czechy                        | Czechy                        | 69 |                   |                               |                               |                               |                               |                   |       |       |
|  | Australia                     | Australia         | Czechy                        | Czechy                        | 69 | 68                |                               |                               |                               |                               |                   |       |       |
|  | Australia                     | Australia         | 2 października – Karlowe Wary |                               |    | 68                |                               |                               |                               |                               |                   |       |       |
|  | Czechy                        | Czechy            | 79                            |                               |    |                   |                               |                               |                               |                               |                   |       |       |
|  | Czechy                        | Czechy            | 79                            |                               |    | Czechy (DOG.)     | Czechy (DOG.)                 | 81                            | Mecz o 3. miejsce             | Mecz o 3. miejsce             | Mecz o 3. miejsce |       |       |
|  | 1 października – Karlowe Wary |                   |                               |                               |    | Czechy (DOG.)     | Czechy (DOG.)                 | 81                            | Mecz o 3. miejsce             | Mecz o 3. miejsce             | Mecz o 3. miejsce |       |       |
|  |                               |                   | Białoruś                      | Białoruś                      | 77 |                   |                               | 3 października – Karlowe Wary | 3 października – Karlowe Wary | 3 października – Karlowe Wary |                   |       |       |
|  | Białoruś                      | Białoruś          | Białoruś                      | Białoruś                      | 77 | 70                |                               | 3 października – Karlowe Wary | 3 października – Karlowe Wary | 3 października – Karlowe Wary |                   |       |       |
|  | Białoruś                      | Białoruś          |                               |                               |    |                   |                               | Hiszpania                     | Hiszpania                     | 77                            |                   |       |       |
|  | Rosja                         | Rosja             | 53                            |                               |    |                   |                               |                               | Hiszpania                     | 77                            |                   |       |       |
|  | Rosja                         | Rosja             | 53                            |                               |    |                   |                               | Białoruś                      | Białoruś                      | 68                            |                   |       |       |
|  |                               |                   |                               |                               |    |                   |                               |                               | Białoruś                      | 68                            |                   |       |       |

#### Ćwierćfinały
| 1 października 201013:15 | Białoruś                                           | 70:53(23:11, 13:16, 14:8, 20:18) | Rosja                                       | KV Arena, Karlowe Wary |
| 1 października 201013:15 | Pkt: Leuchanka 17 Zb: Leuchanka 9 Ast: Marchanka 4 | 70:53(23:11, 13:16, 14:8, 20:18) | Pkt: Hammon 16 Zb: Osipova 9 Ast: Osipova 2 | KV Arena, Karlowe Wary |

| 1 października 201015:30 | Stany Zjednoczone                               | 106:44(28:11, 20:11, 35:7, 23:15) | Korea Południowa                   | KV Arena, Karlowe Wary |
| 1 października 201015:30 | Pkt: McCoughtry 17 Zb: Dupree 16 Ast: Taurasi 4 | 106:44(28:11, 20:11, 35:7, 23:15) | Pkt: Lim 10 Zb: Beon 4 Ast: Beon 3 | KV Arena, Karlowe Wary |

| 1 października 201018:30 | Australia                                   | 68:79(18:15, 14:20, 19:17, 17:27) | Czechy                                           | KV Arena, Karlowe Wary |
| 1 października 201018:30 | Pkt: Cambage 22 Zb: Cambage 10 Ast: O’Hea 2 | 68:79(18:15, 14:20, 19:17, 17:27) | Pkt: Vítečková 27 Zb: Horáková 8 Ast: Horáková 3 | KV Arena, Karlowe Wary |

| 1 października 201020:15 | Francja                                    | 71:74(16:14, 10:8, 26:21, 13:22, dogr. 6:9) | Hiszpania                                   | KV Arena, Karlowe Wary |
| 1 października 201020:15 | Pkt: Ndongue 14 Zb: Dumerc 6 Ast: Dumerc 7 | 71:74(16:14, 10:8, 26:21, 13:22, dogr. 6:9) | Pkt: Valdemoro 28 Zb: Lyttle 9 Ast: Palau 3 | KV Arena, Karlowe Wary |

#### Półfinały
| 2 października 201018:30 | Czechy                                           | 81:77(16:15, 16:19, 22:15, 14:19, dogr. 13:9) | Białoruś                                             | KV Arena, Karlowe Wary Sędzia: Nicolas Maestre (FRA), Vaughan Charles Mayberry (AUS), Dawna Townsend (CAN) |
| 2 października 201018:30 | Pkt: Vítečková 21 Zb: Večeřová 8 Ast: Horáková 5 | 81:77(16:15, 16:19, 22:15, 14:19, dogr. 13:9) | Pkt: Verameyenka 24 Zb: Marchanka 8 Ast: Marchanka 4 | KV Arena, Karlowe Wary Sędzia: Nicolas Maestre (FRA), Vaughan Charles Mayberry (AUS), Dawna Townsend (CAN) |

| 2 października 201020:45 | Stany Zjednoczone                          | 106:70(29:16, 29:18, 29:19, 19:17) | Hiszpania                                           | KV Arena, Karlowe Wary Sędzia: Spyridon Gontas (GRE), Tomas Jasevicius (LTU), Shoko Suguro (JPN) |
| 2 października 201020:45 | Pkt: Catchings 14 Zb: Fowles 6 Ast: Bird 5 | 106:70(29:16, 29:18, 29:19, 19:17) | Pkt: Fernández 16 Zb: Pascua 5 Ast: 4 zawodniczki 1 | KV Arena, Karlowe Wary Sędzia: Spyridon Gontas (GRE), Tomas Jasevicius (LTU), Shoko Suguro (JPN) |

#### Mecz o brąz
| 3 października 201017:30 | Hiszpania                                     | 77:68(28:15, 13:19, 21:19, 15:15) | Białoruś                                               | KV Arena, Karlowe Wary Sędzia: Roberto Chiari (ITA), Felicia Andrea Grinter (USA), Ivo Dolinek (CZE) |
| 3 października 201017:30 | Pkt: Lyttle 22 Zb: Lyttle 11 Ast: Montañana 4 | 77:68(28:15, 13:19, 21:19, 15:15) | Pkt: Verameyenka 20 Zb: Leuchanka 6 Ast: Verameyenka 3 | KV Arena, Karlowe Wary Sędzia: Roberto Chiari (ITA), Felicia Andrea Grinter (USA), Ivo Dolinek (CZE) |

#### Finał
| 3 października 201020:00 | Stany Zjednoczone                           | 89:69(19:14, 21:21, 34:17, 15:17) | Czechy                                                       | KV Arena, Karlowe Wary Sędzia: Vicente Bulto (ESP), Fernando Jorge Sampietro (ARG), Elena Chernova (RUS) |
| 3 października 201020:00 | Pkt: McCoughtry 18 Zb: Fowles 7 Ast: Bird 3 | 89:69(19:14, 21:21, 34:17, 15:17) | Pkt: Kulichová 14 Zb: Kulichová, Vitecková 5 Ast: Horáková 5 | KV Arena, Karlowe Wary Sędzia: Vicente Bulto (ESP), Fernando Jorge Sampietro (ARG), Elena Chernova (RUS) |

### Mecze o miejsca 5-8
|  |                               |                  |           |                               |    |         |         |       |
|  | Półfinały                     | Półfinały        | Półfinały |                               |    | Finał   | Finał   | Finał |
|  | Półfinały                     | Półfinały        | Półfinały |                               |    | Finał   | Finał   | Finał |
|  | 2 października – Karlowe Wary |                  |           |                               |    |         |         |       |
|  |                               |                  |           |                               |    |         |         |       |
|  | Korea Południowa              | Korea Południowa | 46        |                               |    |         |         |       |
|  | Korea Południowa              | Korea Południowa | 46        | 3 października – Karlowe Wary |    |         |         |       |
|  | Francja                       | Francja          | 61        |                               |    |         |         |       |
|  | Francja                       | Francja          | 61        |                               |    | Francja | Francja | 62    |
|  | 2 października – Karlowe Wary |                  |           |                               |    | Francja | Francja | 62    |
|  |                               |                  | Australia | Australia                     | 74 |         |         |       |
|  | Australia                     | Australia        | Australia | Australia                     | 74 | 78      |         |       |
|  | Australia                     | Australia        |           |                               |    |         |         |       |
|  | Rosja                         | Rosja            | 73        |                               |    |         |         |       |
|  | Rosja                         | Rosja            | 73        | Mecz o 3. miejsce             |    |         |         |       |
|  |                               |                  |           |                               |    |         |         |       |
|  | 3 października – Karlowe Wary |                  |           |                               |    |         |         |       |
|  |                               |                  |           |                               |    |         |         |       |
|  | Korea Południowa              | Korea Południowa | 76        |                               |    |         |         |       |
|  | Korea Południowa              | Korea Południowa | 76        |                               |    |         |         |       |
|  | Rosja                         | Rosja            | 87        |                               |    |         |         |       |
|  | Rosja                         | Rosja            | 87        |                               |    |         |         |       |

#### 5-8 półfinały
| 2 października 201013:15 | Australia           | 78:73(14:14, 18:20, 18:14, 28:25) | Rosja               | KV Arena, Karlowe Wary Sędzia: Roberto Chiari (ITA), Ivo Dolinek (CZE), Fernando Jorge Sampietro (ARG) |
| 2 października 201013:15 | Pkt: ? Zb: ? Ast: ? | 78:73(14:14, 18:20, 18:14, 28:25) | Pkt: ? Zb: ? Ast: ? | KV Arena, Karlowe Wary Sędzia: Roberto Chiari (ITA), Ivo Dolinek (CZE), Fernando Jorge Sampietro (ARG) |

| 2 października 201015:30 | Korea Południowa                     | 46:61(11:15, 12:16, 9:14, 14:16) | Francja                                           | KV Arena, Karlowe Wary Sędzia: Robert Vyklicky (CZE), Roberto Vasquez (PUR) ,Grzegorz Ziemblicki (POL) |
| 2 października 201015:30 | Pkt: Beon 21 Zb: Sin 6 Ast: Kim J. 3 | 46:61(11:15, 12:16, 9:14, 14:16) | Pkt: Laborde 15 Zb: Dumerc 8 Ast: Lardy, Lepron 4 | KV Arena, Karlowe Wary Sędzia: Robert Vyklicky (CZE), Roberto Vasquez (PUR) ,Grzegorz Ziemblicki (POL) |

#### Mecz o 7 miejsce
| 3 października 201012:00 | Korea Południowa                      | 76:87(29:26, 13:21, 15:22, 19:18) | Rosja                                          | KV Arena, Karlowe Wary Sędzia: Robert Vyklicky (CZE), Timothy Andrew Frederick Brown (NZL), Karla Diniz (BRA) |
| 3 października 201012:00 | Pkt: Beon 24 Zb: Beon 4 Ast: Kim J. 8 | 76:87(29:26, 13:21, 15:22, 19:18) | Pkt: Korstin 21 Zb: Korstin 8 Ast: Arteshina 4 | KV Arena, Karlowe Wary Sędzia: Robert Vyklicky (CZE), Timothy Andrew Frederick Brown (NZL), Karla Diniz (BRA) |

#### Mecz o 5 miejsce
| 3 października 201014:45 | Francja                                          | 62:74(7:21, 18:15, 14:17, 23:21) | Australia                                  | KV Arena, Karlowe Wary Sędzia: Dawna Townsend (CAN), Roberto Vazquez (PUR), Grzegorz Ziemblicki (POL) |
| 3 października 201014:45 | Pkt: Godin 11 Zb: Amant, Jannault 4 Ast: Lardy 3 | 62:74(7:21, 18:15, 14:17, 23:21) | Pkt: Jackson 13 Zb: Jackson 8 Ast: Snell 2 | KV Arena, Karlowe Wary Sędzia: Dawna Townsend (CAN), Roberto Vazquez (PUR), Grzegorz Ziemblicki (POL) |

### Mecze o miejsca 9-12
|  |                               |           |           |                               |    |         |         |       |
|  | Półfinały                     | Półfinały | Półfinały |                               |    | Finał   | Finał   | Finał |
|  | Półfinały                     | Półfinały | Półfinały |                               |    | Finał   | Finał   | Finał |
|  | 1 października – Karlowe Wary |           |           |                               |    |         |         |       |
|  |                               |           |           |                               |    |         |         |       |
|  | Grecja                        | Grecja    | 59        |                               |    |         |         |       |
|  | Grecja                        | Grecja    | 59        | 2 października – Karlowe Wary |    |         |         |       |
|  | Japonia                       | Japonia   | 63        |                               |    |         |         |       |
|  | Japonia                       | Japonia   | 63        |                               |    | Japonia | Japonia | 79    |
|  | 1 października – Karlowe Wary |           |           |                               |    | Japonia | Japonia | 79    |
|  |                               |           | Brazylia  | Brazylia                      | 84 |         |         |       |
|  | Kanada                        | Kanada    | Brazylia  | Brazylia                      | 84 | 58      |         |       |
|  | Kanada                        | Kanada    |           |                               |    |         |         |       |
|  | Brazylia                      | Brazylia  | 64        |                               |    |         |         |       |
|  | Brazylia                      | Brazylia  | 64        | Mecz o 3. miejsce             |    |         |         |       |
|  |                               |           |           |                               |    |         |         |       |
|  | 2 października – Karlowe Wary |           |           |                               |    |         |         |       |
|  |                               |           |           |                               |    |         |         |       |
|  | Grecja                        | Grecja    | 71        |                               |    |         |         |       |
|  | Grecja                        | Grecja    | 71        |                               |    |         |         |       |
|  | Kanada                        | Kanada    | 55        |                               |    |         |         |       |
|  | Kanada                        | Kanada    | 55        |                               |    |         |         |       |

#### 9-12 półfinały
| 1 października 201009:00 | Grecja                                          | 59:63(11:13, 15:15, 20:19, 13:16) | Japonia                                 | KV Arena, Karlowe Wary |
| 1 października 201009:00 | Pkt: Maltsi 27 Zb: Kalentzou 9 Ast: Kalentzou 4 | 59:63(11:13, 15:15, 20:19, 13:16) | Pkt: Oga 19 Zb: Takada 9 Ast: Yoshida 4 | KV Arena, Karlowe Wary |

| 1 października 201011:00 | Kanada                                    | 58:64(11:18, 17:14, 17:13, 13:19) | Brazylia                                            | KV Arena, Karlowe Wary |
| 1 października 201011:00 | Pkt: Smith 17 Zb: Smith 8 Ast: Gabriele 4 | 58:64(11:18, 17:14, 17:13, 13:19) | Pkt: Castro Marques 16 Zb: de Souza 13 Ast: Pinto 4 | KV Arena, Karlowe Wary |

#### Mecz o 11 miejsce
| 2 października 201011:00 | Grecja                                             | 71:55(21:9, 11:12, 13:17, 26:17) | Kanada                                             | KV Arena, Karlowe Wary Sędzia: Vicente Bulto (ESP), Karla Diniz (BRA), Timoty Andrew Frederick Brown (NZL) |
| 2 października 201011:00 | Pkt: Kalentzou 21 Zb: Kaltsidou 9 Ast: Kalentzou 4 | 71:55(21:9, 11:12, 13:17, 26:17) | Pkt: Phillips 19 Zb: Phillips 10 Ast: Pilypaitis 3 | KV Arena, Karlowe Wary Sędzia: Vicente Bulto (ESP), Karla Diniz (BRA), Timoty Andrew Frederick Brown (NZL) |

#### Mecz o 9 miejsce
| 2 października 201009:00 | Japonia                              | 79:84(31:25, 14:17, 11:20, 23:22) | Brazylia                                      | KV Arena, Karlowe Wary Sędzia: Elena Chernova (RUS), Felicia Andrea Grinter (USA), Bing Liang (CHN) |
| 2 października 201009:00 | Pkt: Oga 21 Zb: Yoshida 8 Ast: Oga 9 | 79:84(31:25, 14:17, 11:20, 23:22) | Pkt: Oliveira 21 Zb: de Souza 13 Ast: Pinto 5 | KV Arena, Karlowe Wary Sędzia: Elena Chernova (RUS), Felicia Andrea Grinter (USA), Bing Liang (CHN) |

### Mecze o miejsca 13-16
|  |                            |                  |           |                            |    |       |       |       |
|  | Półfinały                  | Półfinały        | Półfinały |                            |    | Finał | Finał | Finał |
|  | Półfinały                  | Półfinały        | Półfinały |                            |    | Finał | Finał | Finał |
|  | 28 września – Karlowe Wary |                  |           |                            |    |       |       |       |
|  |                            |                  |           |                            |    |       |       |       |
|  | Chiny                      | Chiny            | 71        |                            |    |       |       |       |
|  | Chiny                      | Chiny            | 71        | 29 września – Karlowe Wary |    |       |       |       |
|  | Senegal                    | Senegal          | 69        |                            |    |       |       |       |
|  | Senegal                    | Senegal          | 69        |                            |    | Chiny | Chiny | 86    |
|  | 28 września – Karlowe Wary |                  |           |                            |    | Chiny | Chiny | 86    |
|  |                            |                  | Argentyna | Argentyna                  | 60 |       |       |       |
|  | Argentyna (DOG.)           | Argentyna (DOG.) | Argentyna | Argentyna                  | 60 | 74    |       |       |
|  | Argentyna (DOG.)           | Argentyna (DOG.) |           |                            |    |       |       |       |
|  | Mali                       | Mali             | 69        |                            |    |       |       |       |
|  | Mali                       | Mali             | 69        | Mecz o 3. miejsce          |    |       |       |       |
|  |                            |                  |           |                            |    |       |       |       |
|  | 29 września – Karlowe Wary |                  |           |                            |    |       |       |       |
|  |                            |                  |           |                            |    |       |       |       |
|  | Senegal (DOG.)             | Senegal (DOG.)   | 67        |                            |    |       |       |       |
|  | Senegal (DOG.)             | Senegal (DOG.)   | 67        |                            |    |       |       |       |
|  | Mali                       | Mali             | 69        |                            |    |       |       |       |
|  | Mali                       | Mali             | 69        |                            |    |       |       |       |

#### 13-16 półfinały
| 28 września 201017:00 | Chiny                                | 71:69(19:8, 12:22, 20:18, 20:21) | Senegal                             | KV Arena, Karlowe Wary Sędzia: Gabriel Chiel Baum Spalter (URU), Charles Foster (RSA), Moussa Ismaila Toure (MLI) |
| 28 września 201017:00 | Pkt: Miao 22 Zb: Liu 10 Ast: Zhang 5 | 71:69(19:8, 12:22, 20:18, 20:21) | Pkt: Traore 17 Zb: Diop 6 Ast: Sy 3 | KV Arena, Karlowe Wary Sędzia: Gabriel Chiel Baum Spalter (URU), Charles Foster (RSA), Moussa Ismaila Toure (MLI) |

| 28 września 201019:30 | Mali                                                       | 69:74(22:28, 17:14, 15:14, 11:9, dogr. 4:9) | Argentyna                                     | KV Arena, Karlowe Wary Sędzia: Aleksander Gorshkov (RUS), Timothy Andrew Frederick Brown (NZL), Snehal Bendke (IND) |
| 28 września 201019:30 | Pkt: Diawara, 18 Zb: Coulibaly, Diawara 11 Ast: Maiga Ba 4 | 69:74(22:28, 17:14, 15:14, 11:9, dogr. 4:9) | Pkt: Sanchez 21 Zb: Mendoza 10 Ast: Mendoza 3 | KV Arena, Karlowe Wary Sędzia: Aleksander Gorshkov (RUS), Timothy Andrew Frederick Brown (NZL), Snehal Bendke (IND) |

#### Mecz o 15 miejsce
| 29 września 201019:30 | Senegal                              | 67:69(14:18, 10:19, 17:10, 20:14, dogr. 6:8) | Mali                                                                | KV Arena, Karlowe Wary Sędzia: Gabriel Chiel Baum Spalter (URU), Charles Foster (RSA), Timothy Andrew Frederick Brown (NZL) |
| 29 września 201019:30 | Pkt: Traore 15 Zb: Sy 8 Ast: Dieng 2 | 67:69(14:18, 10:19, 17:10, 20:14, dogr. 6:8) | Pkt: Diawara 14 Zb: Coulibaly, Diawara 8 Ast: Coulibaly, Maiga Ba 2 | KV Arena, Karlowe Wary Sędzia: Gabriel Chiel Baum Spalter (URU), Charles Foster (RSA), Timothy Andrew Frederick Brown (NZL) |

#### Mecz o 13 miejsce
| 29 września 201017:00 | Chiny                                        | 86:60(25:15, 14:17, 22:19, 25:9) | Argentyna                                 | KV Arena, Karlowe Wary Sędzia: Aleksander Gorshkov (RUS), Snehal Bendke (IND), Moussa Ismaila Toure (MLI) |
| 29 września 201017:00 | Pkt: Chen 18 Zb: Liu 11 Ast: 3 zawodniczki 3 | 86:60(25:15, 14:17, 22:19, 25:9) | Pkt: Cava 18 Zb: Fernandez 5 Ast: Pavon 5 | KV Arena, Karlowe Wary Sędzia: Aleksander Gorshkov (RUS), Snehal Bendke (IND), Moussa Ismaila Toure (MLI) |

## Statystyki
Punkty
| Zawodniczka     | PPG  |
| --------------- | ---- |
| Yuko Oga        | 19.1 |
| Sancho Lyttle   | 18.4 |
| Evanthia Maltsi | 17.9 |
| Amaya Valdemoro | 17.7 |
| Erika de Souza  | 16.6 |

Zbiórki
| Zawodniczka        | RPG  |
| ------------------ | ---- |
| Erika de Souza     | 12.0 |
| Sancho Lyttle      | 11.5 |
| Nagnouma Coulibaly | 10.4 |
| Jelena Leuczanka   | 8.8  |
| Asami Yoshida      | 8.1  |

Asysty
| Zawodniczka                     | APG |
| ------------------------------- | --- |
| Asami Yoshida                   | 4.6 |
| Hana Horáková                   | 3.9 |
| Céline Dumerc Yuko Oga          | 3.8 |
| Adriana Moisés Pinto Miao Lijie | 3.4 |

Bloki
| Zawodniczka               | BPG |
| ------------------------- | --- |
| Petra Kulichová           | 1.8 |
| Anastazja Weramiejenka    | 1.7 |
| Erika de Souza            | 1.5 |
| Emmeline Ndongue Nan Chen | 1.2 |

Przechwyty
| Zawodniczka      | SPG |
| ---------------- | --- |
| Hana Horáková    | 2.9 |
| Angel McCoughtry | 2.7 |
| Evanthia Maltsi  | 2.4 |
| Asami Yoshida    | 2.1 |
| Teresa Gabriele  | 1.9 |

## Klasyfikacja finałowa
| Miejsce | Zespół            | Mecze |
| ------- | ----------------- | ----- |
| 1       | Stany Zjednoczone | 9–0   |
| 2       | Czechy            | 6–3   |
| 3       | Hiszpania         | 7–2   |
| 4       | Białoruś          | 4–5   |
| 5       | Australia         | 7–2   |
| 6       | Francja           | 5–4   |
| 7       | Rosja             | 7–2   |
| 8       | Korea Południowa  | 3–6   |
| 9       | Brazylia          | 4–4   |
| 10      | Japonia           | 2–6   |
| 11      | Grecja            | 3–5   |
| 12      | Kanada            | 1–7   |
| 13      | Chiny             | 2–3   |
| 14      | Argentyna         | 1–4   |
| 15      | Mali              | 1–4   |
| 16      | Senegal           | 0–5   |